# NGC 634
NGC 634 је спирална галаксија у сазвежђу Троугао која се налази на NGC листи објеката дубоког неба.
Деклинација објекта је + 35° 21' 53" а ректасцензија 1h 38m 18,6s. Привидна величина (магнитуда) објекта NGC 634 износи 13,0 а фотографска магнитуда 13,9. Налази се на удаљености од 71,823 милиона парсека од Сунца. NGC 634 је још познат и под ознакама UGC 1164, MCG 6-4-48, CGCG 521-60, IRAS 01354+3507, PGC 6059.